# یواس‌اس پلانکت (دی‌دی-۴۳۱)
یواس‌اس پلانکت (دی‌دی-۴۳۱) (به انگلیسی: USS Plunkett (DD-431)) یک کشتی بود که طول آن ۳۴۸ فوت ۳ اینچ (۱۰۶٫۱۵ متر) بود. این کشتی در سال ۱۹۴۰ ساخته شد.